# جوستين لورد
جوستين لورد (بالإنجليزية: Justine Lord)‏ هي ممثلة بريطانية، ولدت في 1938 في سيفينواكس في المملكة المتحدة.

## وصلات خارجية
- جوستين لورد على موقع IMDb (الإنجليزية)
- جوستين لورد على موقع قاعدة بيانات الفيلم (الإنجليزية)